# Leen Buis
Leendert (Leen) Buis (Zwanenburg, 5 december 1906 – Amsterdam, 17 november 1986) was een Nederlands wielrenner, die in 1927 Nederlands kampioen werd bij de amateurs en in 1928 deelnam aan de Olympische Spelen in Amsterdam.

## Erelijst
- Nederlands kampioen bij de amateurs (1927)
- Nederlands clubkampioen met H.S.C. De Bataaf (1927)
- Algemeen clubkampioen H.S.C. De Bataaf (1927)
- Winnaar Ronde van Limburg
- Winnaar Ronde van Noord-Brabant
- Winnaar Ronde van de Veluwe
- Tweede plaats Den Haag - Brussel

## Olympische Spelen
Buis deed in 1928, op 21-jarige leeftijd, mee aan de wegwedstrijden op de Olympische Spelen van Amsterdam. Hij wist bij de individuele wedstrijd op de 17e plaats te eindigen, bij de teamwedstrijd eindigden ze als 9e. Het Nederlands team bestond, naast Buis, uit Janus Braspennincx, Ben Duijker en Antonius Kuys.